# Lil Yachty
Майлз Паркс Макколлум (англ. Miles Parks McCollum), відомий під псевдонімом Lil Yachty — американський репер та модель. Здобув популярність у 2015 році, випустивши сингли «One Night» та «Minnesota», які увійшли до його дебютного мініальбому «Summer Songs». У березні 2016 року світ побачив його дебютний мікстейп «Lil Boat». 10 червня 2016 року стало відомо, що виконавець підписав спільний контракт з лейблами «Quality Control Music [Архівовано 29 листопада 2021 у Wayback Machine.]», «Capitol Records» та «Motown Records». 2016 року відбувся реліз мікстейпу «Summer Songs 2», а 2017 року вийшов його дебютний студійний альбом «Teenage Emotions». 9 березня 2018 світ побачив його другий студійний альбом — «Lil Boat 2».

## Музичний стиль
Lil Yachty називає свій стиль «bubblegum trap». У його піснях звучать семпли із «Mario Bros.», «Charlie Brown» та стартовий звук із консолі «GameCube».
Його друг «TheGoodPerry» активно бере участь у виробництві його пісень. Yachty стиль був описаний як «mumble rap». «The Guardian» назвала його музику «прикольним, першокласним поп репом, який не звертає уваги на пісенну побудову та структуру, яка не сприймається серйозно, а навпаки, зроблена іронічно. Пісні характерні тим, що не вирізняються великим інтересом до спадщини й тим більше до реп-канонів».
Реп-виконавець схожий за стилем з іншими представниками реп-сцени Атланти, в особливості із Young Thug та iLoveMakonnen.

## Цікаві факти
- Yachty з'являвся гостем у рекламі «Спрайту» із Джеймсом Леброном, де він сидів у льодовиковій печері, граючи на піаніно.
- Lil Yachty був обраний, щоб стати обличчям в «UrbanOutfitter» (компанія з продажу брендового одягу) в новій колекції.
- Yachty також з'явився в «It Takes Two» відео з Карлі Рей Джепсеном на Target Corporation.
- Станом на 1 вересня 2015 року, Yachty та ще одна інша людина були заарештовані в торговому центрі в місті Палм-Біч Гарденс, штат Флорида за справою про махінації із кредитними картками, Yachty був відпущений під заставу у розмірі 11,000 доларів. За даними Yachty, звинувачення були згодом із нього зняті.